# Кальдерон, Игнасио
Игнасио Франциско Кальдерон Гонсалес (исп. Ignacio Francisco Calderón González; род. 13 декабря 1943, Гвадалахара) — мексиканский футболист, игрок сборной Мексики.

## Карьера
Игнасио начал свою карьеру в 1962 году в составе футбольного клуба «Гвадалахара», где играл на протяжении 12 лет. В 1974 году перешел в состав ФК «Леонес Негрос», где за 6 лет провел 67 матчей. В 1980 году провел 7 матчей за футбольный клуб «Атлас».
С 1965 по 1974 года выступал за сборную Мексики. Провел в ее составе 60 матчей, принимал участие в чемпионатах мира 1966 и 1970 годов.